# Campeonato Carioca de Futebol de 1996
O Campeonato Carioca de Futebol de 1996 foi a 99.ª edição do principal torneio do futebol do Rio de Janeiro. O Flamengo conquistou o título, pois venceu a Taça Guanabara e a Taça Rio, conseguindo em si, cancelar uma eventual final do torneio. A partida do título foi no último jogo da Taça Rio ao empatar o Vasco da Gama por 0 a 0 no Maracanã. Como estava em primeiro lugar na penúltima rodada, permitiu jogar pelo empate.
Foi o vigésimo-quarto título estadual do clube que foi o primeiro título do então recem-contratado Romário com o uniforme rubro-negro e o terceiro Carioca de toda sua carreira.
A média de público foi de 4.087 torcedores pagantes por jogo.

## Participantes
| - America (Rio de Janeiro) - Americano (Campos) - Bangu (Rio de Janeiro) - Barreira[a] (Saquarema) - Botafogo (Rio de Janeiro) - Flamengo (Rio de Janeiro) | - Fluminense (Rio de Janeiro) - Madureira (Rio de Janeiro) - Olaria (Rio de Janeiro) - Itaperuna (Itaperuna) - Vasco da Gama (Rio de Janeiro) - Volta Redonda (Volta Redonda) |

a. ^ Atual Boavista-RJ

## Fórmula de disputa
A primeira fase (Taça Guanabara), os participantes jogaram no sistema todos contra todos em turno único. O vencedor do confronto foi declarado o campeão da Taça Guanabara de 1996. A segunda fase (Taça Rio) foi idêntica (a única diferença é a troca de mandantes em cada jogo). Todos os clubes jogaram no sistema todos contra todos em turno único. O vencedor do confronto foi declarado o campeão da Taça Rio de 1996.
Os times vencedores de cada fase disputaram entre si dois jogos finais, que estabelecem o campeão carioca. Caso o mesmo time ganhasse as duas fases, este seria declarado campeão automaticamente.

### Final
Dentre os dois finalistas, o clube de melhor campanha tem a vantagem dos empates em todos os critérios de desempate. Seriam realizadas duas partidas para decidir o campeão carioca de 1996.

### Critérios de desempate
Para o desempate entre duas ou mais equipes seguiu a ordem definida abaixo:
1. Saldo de gols
2. Gols marcados
3. Confronto direto

## Primeira fase (Taça Guanabara)
| Taça Guanabara | Taça Guanabara | Taça Guanabara | Taça Guanabara | Taça Guanabara | Taça Guanabara | Taça Guanabara | Taça Guanabara | Taça Guanabara | Taça Guanabara | Taça Guanabara | Taça Guanabara |
| #              | Clube          | PG             | J              | V              | E              | D              | GP             | GS             | SG             | %              |                |
| -------------- | -------------- | -------------- | -------------- | -------------- | -------------- | -------------- | -------------- | -------------- | -------------- | -------------- | -------------- |
| 1              | Flamengo       | 31             | 11             | 10             | 1              | 0              | 30             | 8              | +22            | 94             |                |
| 2              | Vasco da Gama  | 27             | 11             | 9              | 0              | 2              | 25             | 13             | +12            | 82             |                |
| 3              | Fluminense     | 20             | 11             | 6              | 2              | 3              | 20             | 15             | +5             | 61             |                |
| 4              | Botafogo       | 19             | 11             | 5              | 4              | 2              | 22             | 16             | +6             | 58             |                |
| 5              | Itaperuna      | 16             | 11             | 4              | 4              | 3              | 12             | 8              | +4             | 48             |                |
| 6              | Americano      | 14             | 11             | 4              | 2              | 5              | 7              | 9              | -2             | 42             |                |
| 7              | America        | 13             | 11             | 3              | 4              | 4              | 12             | 13             | -1             | 39             |                |
| 8              | Bangu          | 12             | 11             | 3              | 3              | 5              | 16             | 15             | +1             | 36             |                |
| 9              | Volta Redonda  | 10             | 11             | 2              | 4              | 5              | 6              | 12             | -6             | 30             |                |
| 10             | Barreira       | 8              | 11             | 2              | 2              | 7              | 7              | 22             | -15            | 24             |                |
| 11             | Madureira      | 7              | 11             | 2              | 1              | 8              | 8              | 19             | -11            | 21             |                |
| 12             | Olaria         | 6              | 11             | 1              | 3              | 7              | 13             | 28             | -15            | 18             |                |

| Taça Guanabara de 1996        |
| Rio de Janeiro                |
| ----------------------------- |
| FLAMENGO Campeão (13º título) |

## Segunda fase (Taça Rio)
| Taça Rio | Taça Rio      | Taça Rio | Taça Rio | Taça Rio | Taça Rio | Taça Rio | Taça Rio | Taça Rio | Taça Rio | Taça Rio | Taça Rio |
| #        | Clube         | PG       | J        | V        | E        | D        | GP       | GS       | SG       | %        |          |
| -------- | ------------- | -------- | -------- | -------- | -------- | -------- | -------- | -------- | -------- | -------- | -------- |
| 1        | Flamengo      | 27       | 11       | 8        | 3        | 0        | 27       | 7        | +20      | 82       |          |
| 2        | Vasco da Gama | 24       | 11       | 7        | 3        | 1        | 17       | 2        | +15      | 73       |          |
| 3        | Botafogo      | 23       | 11       | 6        | 5        | 0        | 25       | 8        | +17      | 70       |          |
| 4        | Fluminense    | 17       | 11       | 5        | 2        | 4        | 17       | 11       | +6       | 52       |          |
| 5        | Olaria        | 16       | 11       | 5        | 1        | 5        | 17       | 21       | -4       | 48       |          |
| 6        | Madureira     | 13       | 11       | 3        | 4        | 4        | 9        | 16       | -7       | 39       |          |
| 7        | Volta Redonda | 11       | 11       | 3        | 2        | 6        | 8        | 11       | -3       | 33       |          |
| 8        | Bangu         | 10       | 11       | 1        | 7        | 3        | 6        | 13       | -7       | 30       |          |
| 9        | Americano     | 10       | 11       | 2        | 4        | 5        | 7        | 17       | -10      | 30       |          |
| 10       | Itaperuna     | 9        | 11       | 2        | 3        | 6        | 13       | 18       | -5       | 27       |          |
| 11       | Barreira      | 9        | 11       | 2        | 3        | 6        | 11       | 21       | -10      | 27       |          |
| 12       | America       | 9        | 11       | 2        | 3        | 6        | 9        | 21       | -12      | 27       |          |

| Taça Rio de 1996             |
| Rio de Janeiro               |
| ---------------------------- |
| FLAMENGO Campeão (6º título) |

## Terceira fase (final)
Como o Flamengo venceu a Taça Guanabara e a Taça Rio, não houve necessidade das partidas finais.

## Jogo do título
Válido pela décima-primeira rodada da Taça Rio.
| 30 de junho | Flamengo | 0 – 0 | Vasco da Gama | Maracanã, Rio de Janeiro                          |
|             |          |       |               | Público: 65,782 Árbitro: RJ Carlos Elias Pimentel |

| \| G \| 1 \| Roger \| \| \| \| LD \| 2 \| Zé Maria \| \| \| \| Z \| 3 \| Jorge Luís \| \| \| \| Z \| 4 \| Ronaldão \| \| \| \| LE \| 6 \| Gilberto \| \| \| \| V \| 8 \| Márcio Costa \| \| \| \| V \| 5 \| Mancuso \| \| \| \| M \| 7 \| Nélio \| \| \| \| A \| 9 \| Marques \| \| \| \| A \| 11 \| Romário \| \| \| \| A \| 10 \| Sávio \| \| \| \| Reservas: \| \| \| \| \| \| Z \| 13 \| Fabiano \| \| \| \| V \| 15 \| Djair \| \| \| \| M \| 16 \| Iranildo \| \| \| \| Treinador: \| \| \| \| \| \| Joel Santana \| \| \| \| \| |    |              |  |                 |
| |    |              |  |                 |
| G | 1  | Roger        |  |                 |
| LD | 2  | Zé Maria     |  |                 |
| Z | 3  | Jorge Luís   |  |                 |
| Z | 4  | Ronaldão     |  |                 |
| LE | 6  | Gilberto     |  |                 |
| V | 8  | Márcio Costa |  |                 |
| V | 5  | Mancuso      |  | Substituído     |
| M | 7  | Nélio        |  | Substituído     |
| A | 9  | Marques      |  | Substituído     |
| A | 11 | Romário      |  |                 |
| A | 10 | Sávio        |  |                 |
| Reservas: |    |              |  |                 |
| Z | 13 | Fabiano      |  | Entrou em campo |
| V | 15 | Djair        |  | Entrou em campo |
| M | 16 | Iranildo     |  | Entrou em campo |
| Treinador: |    |              |  |                 |
| Joel Santana |    |              |  |                 |

## Premiação
| Campeonato Carioca de 1996    |
| Rio de Janeiro                |
| ----------------------------- |
| FLAMENGO Campeão (24º título) |

## Classificação final
| Classificação geral | Classificação geral | Classificação geral | Classificação geral | Classificação geral | Classificação geral | Classificação geral | Classificação geral | Classificação geral | Classificação geral | Classificação geral | Classificação geral |
| #                   | Clube               | PG                  | J                   | V                   | E                   | D                   | GP                  | GS                  | SG                  | %                   |                     |
| ------------------- | ------------------- | ------------------- | ------------------- | ------------------- | ------------------- | ------------------- | ------------------- | ------------------- | ------------------- | ------------------- | ------------------- |
| 1                   | Flamengo            | 58                  | 22                  | 18                  | 4                   | 0                   | 57                  | 15                  | +42                 | 88                  |                     |
| 2                   | Vasco da Gama       | 51                  | 22                  | 16                  | 3                   | 3                   | 42                  | 15                  | +27                 | 77                  |                     |
| 3                   | Botafogo            | 42                  | 22                  | 11                  | 9                   | 2                   | 47                  | 24                  | +23                 | 64                  |                     |
| 4                   | Fluminense          | 37                  | 22                  | 11                  | 4                   | 7                   | 37                  | 26                  | +11                 | 56                  |                     |
| 5                   | Itaperuna           | 25                  | 22                  | 6                   | 7                   | 9                   | 25                  | 26                  | -1                  | 38                  |                     |
| 6                   | Americano           | 24                  | 22                  | 6                   | 6                   | 10                  | 14                  | 26                  | -12                 | 36                  |                     |
| 7                   | Bangu               | 22                  | 22                  | 4                   | 10                  | 8                   | 22                  | 28                  | -6                  | 33                  |                     |
| 8                   | America             | 22                  | 22                  | 5                   | 7                   | 10                  | 21                  | 34                  | -13                 | 33                  |                     |
| 9                   | Olaria              | 22                  | 22                  | 6                   | 4                   | 12                  | 30                  | 49                  | -19                 | 33                  |                     |
| 10                  | Volta Redonda       | 21                  | 22                  | 5                   | 6                   | 11                  | 14                  | 23                  | -9                  | 32                  |                     |
| 11                  | Madureira           | 20                  | 22                  | 5                   | 5                   | 12                  | 17                  | 35                  | -18                 | 30                  |                     |
| 12                  | Barreira            | 17                  | 22                  | 4                   | 5                   | 13                  | 18                  | 43                  | -25                 | 26                  |                     |